# Ziarno generatora
Ziarno generatora, zarodek (ang. random seed) – wartość startowa (liczba lub wektor) wykorzystywana do zainicjowania generatora liczb pseudolosowych. Generator liczb pseudolosowych działa na bazie algorytmu deterministycznego, co oznacza, że na podstawie tego samego ziarna zawsze wygeneruje tę samą sekwencję liczb. Uzyskanie identycznego ciągu liczb pseudolosowych jest przydatne np. w symulacjach komputerowych, testowaniu algorytmów czy debugowaniu kodu. 